# Élégie en ré mineur (Glazounov)
Pour les articles homonymes, voir Élégie (homonymie).
L'Élégie en ré mineur, G 180, est une œuvre pour quatuor à cordes du compositeur russe Alexandre Glazounov écrit en 1929.

## Contexte et création
En 1928, Alexandre Glazounov a quitté l'URSS, et il a donné un concert exceptionnel de ses œuvres à Paris le 19 décembre. Il s'installe dans la capitale avec sa femme Olga Gavrilova et sa fille adoptive, Elena Glazounov. C'est à ce moment là que les musiciens russes lui quémandent une pièce de musique de chambre pour célébrer la disparition du mécène russe Mitrofan Belaïev. L'œuvre est ensuite transmise au commanditaire, M-M. Kourbanov.

## Analyse
Comme à l'époque des vendredis de Belaïev, Alexandre Glazounov reprend le thème B-la-F. Il l'utilise pour écrire une marche funèbre personnelle autant qu'impressionnante. L'alto joue, dans cette pièce comme dans toutes celles demandées par le mécène, un rôle de meneur.